# Wolfova nagrada za medicino
Wolfova nagrada za medicino je priznanje za dosežke na področju medicine, ki ga od leta 1978 podeljuje Wolfova fundacija iz Izraela skupaj s sorodnimi nagradami »za dosežke v interesu človeštva in prijateljskih odnosov med ljudstvi«. Priznanje spremlja denarna nagrada v vrednosti 100.000 USD.
Zdaj velja za eno najprestižnejših priznanj na svojem področju na svetu. Več kot polovica od 48 nagrajencev do leta 2015 je hkrati prejemnikov Nobelove nagrade za fiziologijo ali medicino.

## Prejemniki
Seznam nagrajencev in obrazložitve so z uradne spletne strani nagrade.
| Leto   | Ime                                      | Narodnost                                                    | Obrazložitev |
| ------ | ---------------------------------------- | ------------------------------------------------------------ | --- |
| 1978   | George D. Snell                          | ZDA                                                          | Za odkritje antigenov H-2, ki so ključ za pomembne presaditvene antigene in proženje imunskega odziva. |
| 1978   | Jean Dausset                             | Francija                                                     | Za odkritje sistema HL-A, kompleksa poglavitne tkivne skladnosti in njegove prvobitne vloge pri presajanju organov. |
| 1978   | Jon J. van Rood                          | Nizozemska                                                   | Za njegov prispevek k razumevanju kompleksnosti sistema HL-A pri človeku in njegovem pomenu za presajanje in bolezni. |
| 1979   | Roger Wolcott Sperry                     | ZDA                                                          | Za njegove študije funkcionalnih razlik med levo in desno možgansko poloblo. |
| 1979   | Arvid Carlsson                           | Švedska                                                      | Za njegovo delo, s katerim je bila določena vloga dopamina kot živčnega prenašalca. |
| 1979   | Oleh Hornykiewicz                        | Avstrija                                                     | Za odprtje novega pristopa k obvladovanju Parkinsonove bolezni z L-Dopa. |
| 1980   | César Milstein Leo Sachs James L. Gowans | Argentina / Združeno kraljestvo; Izrael; Združeno kraljestvo | Za njihov prispevek k poznavanju funkcije in okvar telesnih celic preko njihovih študij imunske vloge limfocitov, razvoja specifičnih protiteles in razvozlavanje mehanizmov, ki upravljajo z nadzorom ter diferenciacijo normalnih in rakavih celic. |
| 1981   | Barbara McClintock                       | ZDA                                                          | Za njene domiselne in pomembne prispevke k našemu razumevanju vedenja in vloge strukture kromosomov ter njeno odkritje in opis transponirajočih genetskih (mobilnih) elementov.                                                                       |
| 1981   | Stanley N. Cohen                         | ZDA                                                          | Za njegove koncepte, na katerih sloni genetsko inženirstvo; za izdelavo biološko funkcionalnega hibridnega plazmida in dejansko izražanje tujega gena, ki je bil vstavljen v E. coli z metodo rekombinantne DNA.                                      |
| 1982   | Jean-Pierre Changeux                     | Francija                                                     | Za izolacijo, čiščenje in karakterizacijo acetilholinskega receptorja. |
| 1982   | Solomon H. Snyder                        | ZDA                                                          | Za razvoj načinov za označevanje receptorjev za živčne prenašalce, kar je dalo orodja za opis njihovih lastnosti. |
| 1982   | James W. Black                           | Združeno kraljestvo                                          | Za razvoj blokatorjev beta adrenergičnih in histaminskih receptorjev. |
| 1983/4 | ni bila podeljena                        |                                                              | |
| 1984/5 | Donald F. Steiner                        | ZDA                                                          | Za njegova odkritja na področju biosinteze in predelave inzulina, ki so imele bistvene posledice za temeljne biološke raziskave in klinično medicino.                                                                                                 |
| 1986   | Osamu Hajaiši                            | Japonska                                                     | Za njegovo odkritje encimov oksigenaz in razvozlanje njihove zgradbe ter biološkega pomena. |
| 1987   | Pedro Cuatrecasas Meir Wilchek           | ZDA · Izrael                                                 | Za izum in razvoj afinitetne kromatografije in njene uporabe v biomedicinski znanosti. |
| 1988   | Henri G. Hers Elizabeth F. Neufeld       | Belgija · ZDA                                                | Za biokemijsko karakterizacijo bolezni lizosomskega skladiščenja in posledičnega prispevka k biologiji, patologiji, prenatalni diagnostiki ter terapijam.                                                                                             |
| 1989   | John Gurdon                              | Združeno kraljestvo                                          | Za njegovo vpeljavo oocite xenopusa v molekularno biologijo in njegov dokaz, da se jedri diferencirane celice in jajčeca razlikujeta v izražanju, ne pa tudi vsebnosti genetskega materiala.                                                          |
| 1989   | Edward B. Lewis                          | ZDA                                                          | Za njegov prikaz in raziskovanje, kako homeotski geni nadzorujejo razvoj telesnih členov. |
| 1990   | Maclyn McCarty                           | ZDA                                                          | Za njegov prispevek k prikazu, da je transformirajoči dejavnik pri bakterijah deoksiribonukleinska kislina (DNA) in hkratno odkritje, da je genetski material sestavljen iz DNA.                                                                      |
| 1991   | Seymour Benzer                           | ZDA                                                          | Za vzpostavitev novega področja molekularne nevrogenetike z njegovimi pionirskimi raziskavami seciranja živčevja in vedenja z mutacijami genov. |
| 1992   | M. Judah Folkman                         | ZDA                                                          | Za njegova odkritja, iz katerih sta vzniknika koncept in področje raziskav angiogeneze. |
| 1993   | ni bila podeljena                        |                                                              | |
| 1994/5 | Michael J. Berridge Jasutomi Nišizuka    | Združeno kraljestvo Japonska                                 | Za njuna odkritja na področju celičnega transmembranskega signaliziranja, ki vključuje fosfolipode in kalcij. |
| 1995/6 | Stanley B. Prusiner                      | ZDA                                                          | Za odkritje prionov, novega razreda patogenov, ki povzročajo pomembne nevrodegenerativne bolezni s sprožanjem sprememb v zgradbi beljakovin. |
| 1997   | Mary Frances Lyon                        | Združeno kraljestvo                                          | Za njeno hipotezo o naključni deaktivaciji kromosomov X pri živalih. |
| 1998   | Michael Sela Ruth Arnon                  | Izrael                                                       | Za njuna pomembna odkritja na področju imunologije. |
| 1999   | Eric R. Kandel                           | ZDA                                                          | Za razvozlavanje organizemskih, celičnih in molekularnih mehanizmov, s katerimi se kratkoročni spomin pretvori v dolgoročno obliko. |
| 2000   | ni bila podeljena                        |                                                              | |
| 2001   | Avram Hershko Alexander Varshavsky       | Izrael; · Rusija / ZDA                                       | Za odkritje ubikvitinskega sistema za intracelularno razgradnjo beljakovin in ključnega pomena tega sistema za regulacijo celičnih procesov. |
| 2002/3 | Ralph L. Brinster                        | ZDA                                                          | Za odkritje postopkov manipulacije mišjih jajčec in embriov, ki so omogočile transgene in njihovo aplikacijo pri miših. |
| 2002/3 | Mario Capecchi Oliver Smithies           | Italija / ZDA; · Združeno kraljestvo / ZDA                   | Za njun prispevek k razvoju ciljanja genov, ki je omogočil razvozlavanje funkcije genov pri miših. |
| 2004   | Robert A. Weinberg                       | ZDA                                                          | Za njegovo odkritje, da rakave celice vključno s človeškimi tumorskimi celicami vsebujejo somatično mutirane gene–onkogene, ki vodijo njihovo maligno pomnoževanje.                                                                                   |
| 2004   | Roger Y. Tsien                           | ZDA                                                          | Za njegov ključen prispevek k razvoju in biološki uporabi novih fluorescenčnih in fotolabilnih molekul za analizo in motenje signalne transdukcije v celicah.                                                                                         |
| 2005   | Alexander Levitzki                       | Izrael                                                       | Za pionirsko vlogo pri terapiji signalne transdukcije in za razvoj inhibitorjev tirozinske kinaze kot učinkovitih sredstev proti raku in vrsti drugih bolezni.                                                                                        |
| 2005   | Anthony R. Hunter                        | Združeno kraljestvo / ZDA                                    | Za odkritje beljakovinskih kinaz, ki fosforilirajo tirozinske ostanke v beljakovinah, kar je ključno pri regulaciji zelo raznovrstnih dogodkov v celici, vključno z maligno transformacijo.                                                           |
| 2005   | Anthony J. Pawson                        | Združeno kraljestvo / Kanada                                 | Za njegovo odkritje beljakovinskih domen, ki so ključne za posredovanje interakcij med beljakovinami v poteh celičnega signaliziranja, in spoznanj o raku, ki so jih dale te raziskave                                                                |
| 2006/7 | ni bila podeljena                        |                                                              | |
| 2008   | Howard Cedar Aharon Razin                | Izrael                                                       | Za njun temeljni prispevek k našemu razumevanju vloge metilacije DNA v kontroli izražanja genov. |
| 2009   | ni bila podeljena                        |                                                              | |
| 2010   | Axel Ullrich                             | Nemčija                                                      | Za prelomne raziskave raka, ki so vodile do razvoja novih zdravil. |
| 2011   | Šinja Jamanaka Rudolf Jaenisch           | Japonska; · Nemčija / ZDA                                    | Za vzgojo induciranih pluripotentnih zarodnih celic (celic iPS) iz celic kože (ŠJ) in prikaz, da so celice iPS uporabne pri zdravljenju bolezni sesalcev, s čimer se je izkazal njihov terapevtski potencial (RJ)                                     |
| 2012   | Ronald M. Evans                          | ZDA                                                          | Za njegovo odkritje naddružine genov, ki kodirajo jedrne receptorje, in razvozlanje mehanizma delovanja tega razreda receptorjev. |
| 2013   | ni bila podeljena                        |                                                              | |
| 2014   | Nahum Sonenberg                          | Izrael / Kanada                                              | Za njegovo odkritje beljakovin, ki nadzorujejo mehanizem izražanja beljakovin, ter njihovega delovanja. |
| 2014   | Gary Ruvkun Victor Ambros                | ZDA; · ZDA                                                   | Za odkritje molekul mikro-RNA, ki imajo ključno vlogo pri kontroli izražanja genov v naravnih procesih in razvoju bolezni. |
| 2015   | John Kappler Philippa Marrack            | ZDA; · ZDA                                                   | Za pomembne prispevke k razumevanju ključnih antigen-specifičnih molekul, T-celičnih receptorjev za antigene in protitelesa ter kako te molekule sodelujejo pri imunski prepoznavi in funkciji efektorjev.                                            |
| 2015   | Jeffrey Ravetch                          | ZDA                                                          | Za pomembne prispevke k razumevanju ključnih antigen-specifičnih molekul, T-celičnih receptorjev za antigene in protitelesa ter kako te molekule sodelujejo pri imunski prepoznavi in funkciji efektorjev.                                            |
| 2016   | C. Ronald Kahn                           | ZDA                                                          | Za pionirske raziskave, ki so opredelile inzulinsko signaliziranje ter njegove spremembe med boleznijo. |
| 2016   | Lewis C. Cantley                         | ZDA                                                          | Za odkritje fosfoinozidit-3-kinaze in njihove vloge pri fiziologiji ter bolezni. |
| 2017   | James P. Allison                         | ZDA                                                          | Za revolucijo v terapiji raka zaradi odkritja imunske nadzorne pregrade. |
| 2018   | ni bila podeljena                        |                                                              | |
| 2019   | Jeffrey M. Friedman                      | ZDA                                                          | za odkritje leptina in povsem novega endokrinega sistema, ki nadzoruje telesno težo (ter mnoge druge procese). |
| 2020   | Emmanuelle Charpentier                   | Francija                                                     | Za razvozlanje in spremembo namembnosti bakterijskega imunskega sistema CRISPR/Cas9 za urejanje genoma. |
| 2020   | Jennifer Doudna                          | ZDA                                                          | Za razkritje mehanizma bakterijske imunosti preko genomskega urejanja, ki ga vodi RNA, kar predstavlja revolucijo v medicini. |